# Vassili Loukitch Dolgoroukov
Pour les articles homonymes, voir Vassili Dolgoroukov et Famille Dolgoroukov.

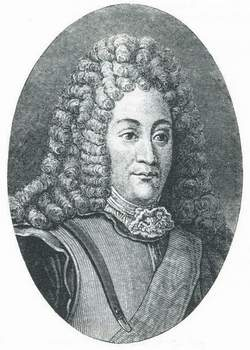
Le prince Vassili Loukitch Dolgoroukov (1672-1739). Gravure du XVIIIe siècle

Le prince Vassili Loukitch Dolgoroukov (en russe : Василий Лукич Долгоруков), né en 1670, mort le 8 novembre 1739  à Novgorod, est un diplomate et ministre russe. Président du Conseil militaire de 1730 à 1731, il fut l'homme le plus puissant du pays dans les dernières années du règne de Pierre II.

## Biographie
Descendant direct par les mâles du légendaire prince Riourik, Vassili Dolgoroukov fait partie du premier groupe de jeunes nobles russes envoyés à l'étranger pour parfaire leur éducation par Pierre le Grand. De 1687 à 1700, il résida à Paris, où il étudia à fond les principales langues européennes, acquit l'élégance superficielle de la cour de Versailles, et s'associa aux jésuites, dont on dit qu'il s'appropria le système moral.
De retour en Russie, il intègre le corps diplomatique impérial. De 1706 à 1707 il représente la Russie en Pologne ; et de 1707 à 1720 il est ministre à Copenhague, où il parvient à convaincre le roi Frédéric IV de se joindre à la seconde coalition contre Charles XII de Suède. À la fin de l'année 1720, il est muté à Versailles, avec pour mission d'obtenir de Louis XV de France la médiation de la France dans le projet de négociation avec la Suède et afin d'obtenir la reconnaissance officielle du titre impérial de Pierre Ier de Russie par la Cour française.
Il représente la Russie en 1724  à Varsovie, puis en 1726 à Stockholm, l'objet de cette dernière mission étant de détacher la Suède de l'alliance de Hanovre, en quoi il échoue. Durant le règne de Pierre II, Dolgoroukov est admis au Conseil privé suprême (ou Haut Conseil secret).
Après avoir plaidé pour le bannissement de Menchikov à Bérézov en Sibérie occidentale, il rédigea une fausse lettre qu'il envisagea de présenter comme la dernière volonté de l'emperereur, désignant pour lui succéder sa fiancée Catherine Dolgoroukova. Toutefois, il abandonna peu après ce plan jugé irréalisable et fut l'un des premiers à soutenir l'élection au trône d'Anne de Courlande à la condition qu'elle signe d'abord neuf articles de limitation, qui laissaient le pouvoir suprême en Russie aux mains du conseil russe. Anne, qui répudia les articles à la première occasion ne pardonna jamais à Dolgoroukov. Il fut privé de toutes ses charges et dignités le 17 avril 1730, et banni d'abord dans son domaine puis au monastère Solovetski. Neuf ans plus tard l'accusation de falsification du testament de Pierre II fut retenue contre lui et il fut torturé et décapité à Novgorod le 8 novembre 1739.

## Référence
- (en) « Vassili Loukitch Dolgoroukov », dans Encyclopædia Britannica [détail de l’édition], 1911 (lire sur Wikisource).

1. ↑  Michel Heller : Histoire de la Russie et de son Empire,chap.2-2; 2015, Éd. Tempus Perrin,  (ISBN 978-2262051631)

## Sources
- (en) Cet article est partiellement ou en totalité issu de l’article de Wikipédia en anglais intitulé « Vasily Lukich Dolgorukov » (voir la liste des auteurs).

- Terribles tsarines de Henri Troyat